# MacBook

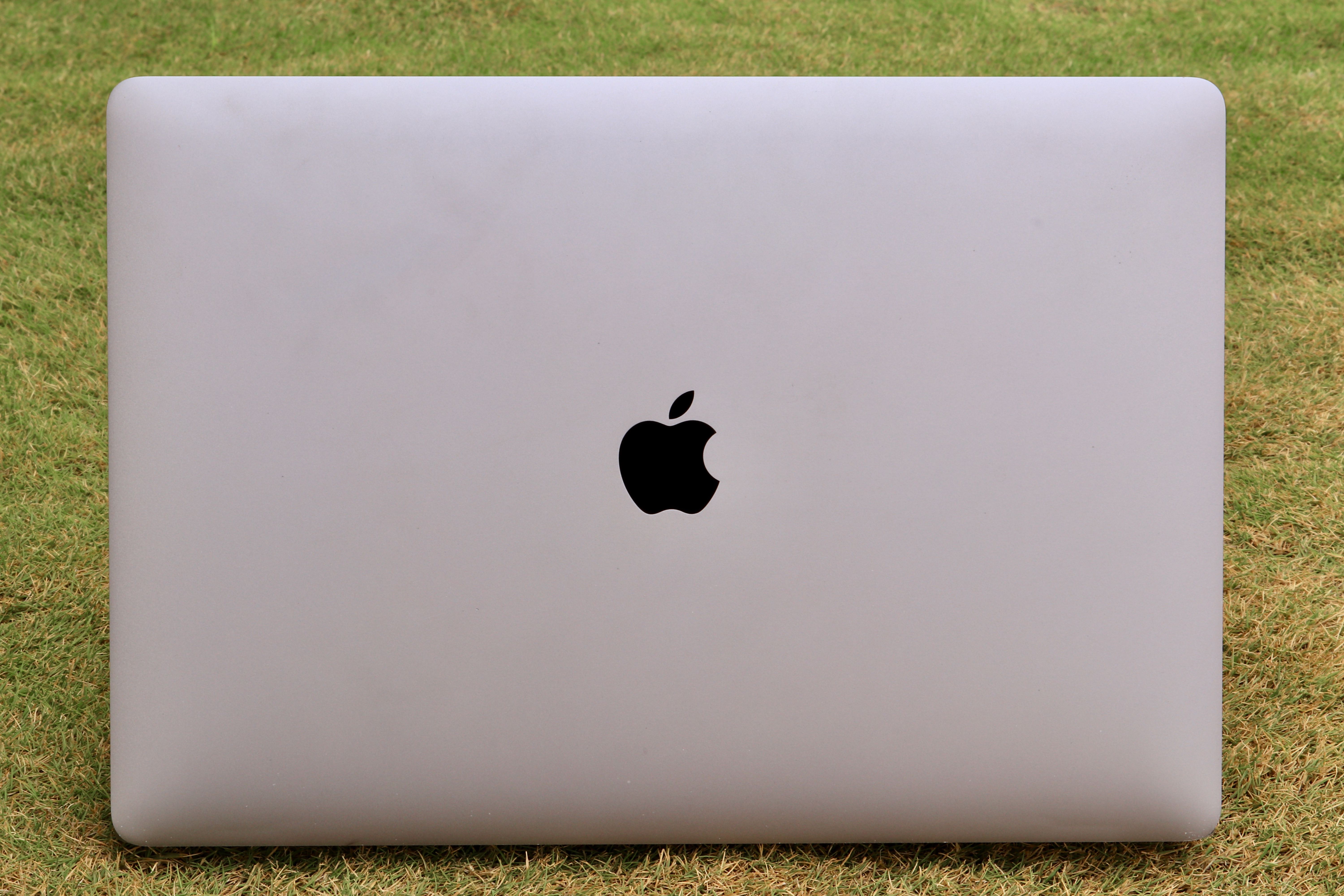
MacBook Pro 2017 года

MacBook — бренд ноутбуков линейки Macintosh на операционной системе macOS, разработанный корпорацией Apple. В 2006 году заменил бренды PowerBook и iBook во время перехода с PowerPC на Intel x86. Текущая линейка состоит из MacBook Air (с 2008 года) и MacBook Pro (с 2006 года). Ранее выпускались линейки под названием MacBook: первая версия с 2006 по 2012 год, вторая — с 2015 по 2019 год.
10 ноября 2020 года Apple анонсировала модели MacBook Air и MacBook Pro с новой системой Apple M1, а 18 октября 2021 года завершила перевод всех моделей MacBook на новую архитектуру.